# Carmen Tur Melchor
Carmen Tur Melchor, conocida popularmente como La Catxapa, (Vall de Uxó, 10 de agosto de 1899 - 10 de junio de 1943) fue una cantante lírica española de principios del siglo XX que participó en producciones de ópera y zarzuela.  

## Trayectoria
Era hija de Manuel Tur (conocido como Manuelet de Canya), un destacado cantador de albades (canto valenciano) en la comarca de la Plana Baja. Esta circunstancia influyó en el interés de Carmen por la música, ya que desde pequeña participaba en una compañía local. Allí fue observada por Francisco Peñarroja Martínez, titular de la cátedra de armonía en el Conservatorio de Valencia, que convenció a sus padres para que iniciara su formación en canto, música y declamación, con el profesor Lamberto Alonso. Tur cursó estudios entre 1913 y 1918, y mostró aptitudes destacadas como cantante. Su interpretación de la romanza L'orfanella y la escena de Aria y Gilda de Rigoletto recibió una valoración positiva por parte de la crítica musical. Al finalizar sus estudios, obtuvo el Premio Extraordinario Final de Carrera, por el que pudo debutar con un papel operístico en el Teatro Ruzafa de Valencia. Eligió La sonámbula de Vincenzo Bellini, una obra que el año anterior también había sido interpretada por la soprano Clara Panach. A partir de ese momento surgió una cierta rivalidad, alentada por seguidores de ambas cantantes, que solían debatir sobre las cualidades vocales de cada una.
Aunque es recordada principalmente por su carrera como cantante de ópera, también participó en otros géneros escénicos, como la zarzuela, la opereta y la revista. Su debut artístico tuvo lugar el 14 de diciembre de 1917 en una producción de la zarzuela En Sevilla está el amor, una adaptación en un acto de la ópera El barbero de Sevilla del compositor italiano Gioachino Rossini, con libreto en castellano de Enrique López Marín, representada en el Teatro Princesa. En esta ocasión, Tur ya figuraba como cabeza de cartel, y las crónicas teatrales mencionaron la asistencia del público y las cualidades de su timbre vocal en todos los registros. Poco después, volvió a presentarse en el mismo teatro, esta vez como solista en una gala benéfica a favor del tenor cómico Ignacio León, donde interpretó Tema y variaciones del compositor austriaco Heinrich Proch. A mediados de 1918, debutó con la Compañía de Zarzuela en el Teatro Ruzafa de Valencia con las operetas bufas Judith, la viuda hebrea y El verbo amar.
El 16 de febrero de 1920, se presentó por primera vez como artista en el Teatro Casino de su ciudad natal, Vall de Uxó. En esa ocasión interpretó piezas de Marina, de Emilio Arrieta y Bohemios de Amadeo Vives. A lo largo de la década de 1920, participó en producciones en espacios como el Teatro Tívoli de Barcelona, así como en escenarios de Sevilla y Córdoba, colaborando con la compañía de Federico Caballé y Amparo Saus. En estos teatros, interpretó repertorio variado, que incluía zarzuelas, operetas y revistas, entre ellas El Príncipe carnaval, El conde Luxemburgo, Maruxa y La viejecita.
Se retiró de los escenarios alrededor de 1923, tras contraer matrimonio con Vicente Porcar Ribelles, con quien tuvo tres hijos: Vicente, Consuelo y Carmen. Tiempo después, fue diagnosticada con una enfermedad grave. En 1942, ya alejada de la actividad profesional, ofreció una última actuación en la Iglesia del Santo Ángel Custodio, con motivo de la festividad del Carmen, donde interpretó el Ave María de Charles Gounod. Falleció el 10 de junio de 1943, a los 43 años de edad.
No se conservan grabaciones de Carmen Tur que permitan analizar directamente su voz. No obstante, a través de reseñas de prensa de la época y de las partituras que le pertenecieron, es posible aproximarse a su perfil vocal. Según las críticas disponibles, su voz presentaba contrastes tímbricos notables y destacaba por su agilidad. Las anotaciones en sus partituras originales también permiten inferir el tipo de ornamentaciones que interpretaba y su tesitura. Un ejemplo de ello es la particella de una de las arias de Il Guarany, cuya extensión abarca desde un Si3 hasta un Do5. En base a estos elementos, su voz se clasificaría dentro del registro de soprano lírica ligera.